# Maura McHugh (escriptora)
Maura McHugh és una autora irlandesa de terror i fantasia en prosa, còmics, obres de teatre i guions.

## Biografia
Nascuda als Estats Units, McHugh es va traslladar a Irlanda quan era nena. Va estudiar a la Universitat Nacional d'Irlanda a Galway on es va graduar amb un B.A. en anglès i història, i després un M.A. en anglès. Després de viure un temps a l'estranger, McHugh va tornar a Irlanda i a l'educació on va obtenir un diploma en Estudis de cinema a la NUIG, un curs fundacional de realització de cinema al Galway Film Centre i, finalment, un segon màster en guió a la Huston School of Film and Digital Media.
Establerta a Galway, McHugh és l'autora de Róisín Dubh i Jennifer Wilde. També és editora del butlletí quinzenal Writers Guild of Ireland, així com del lloc web i el bloc del gremi.
McHugh ha estat jurat habitual del Galway Junior Film Fleadh, dels British Comic Awards i dels Golden Blasters d'Octocon, a més d'haver estat jutge dels Shirley Jackson Awards. També va ser comissariada de "The Image" durant el festival Hay a Kells. Va ser convidada d'honor a l'Octocon 2015 (la Convenció Nacional de Ciència Ficció Irlandesa).
El 2018, va ser convidada a participar en una iniciativa del projecte Creative Europe, una residència de 10 dies a Angoulême a França. Des del 2018, ha treballat en diverses històries de Judge Anderson stories for Rebellion , inclosa una novel·la publicada el 2020.

## Premis

### Guanyador
- Receptor de la beca Gordon R. Dickson per al Clarion West Writers Workshop, 2006.[8]
- Millor escriptor irlandès (còmics) als Premis Arcade, 2014.[9]
- Premi ICN 2015 al "Millor escriptor irlandès publicat fora d'Irlanda", 2015.[10]

### Nominacions
- El premi Arcade a la categoria de "Millor escriptor irlandès", 2015
- The Geekies 2015, els Geek Ireland Awards, a la categoria de Millor escriptor irlandès, 2015
- Premi Geek Feminista als Premis Women Write About Comics Awesome, 2014
- British Fantasy Award al millor còmic/novel·la gràfica per a Jennifer Wilde (Atomic Diner Comics), juntament amb Stephen Downey i Karen Mahoney, 2014
- Dos premis ICN, 2014
- Millor autor irlandès de Geek Ireland del 2014 (còmics), 2014
- Premi Eagle al 'Llibre de còmics europeus favorit' per a Jennifer Wilde, 2012
- Premi ICN al "Millor escriptor irlandès publicat fora d'Irlanda", 2013
- El premi Arcade a la categoria de "Millor escriptor irlandès", 2013

### Col·leccions
- Twisted Fairy Tales, Barron's Educational Series: 1 February 2013. Il·lustracions de Jane Laurie.[11]
- Twisted Myths , Barron's Educational Series: 1 October 2013. Il·lustracions de Jane Laurie.
- The Boughs Withered (When I Told Them My Dreams),NewCon Press, August 2019.

### Llibres de còmics
- Lola Vita – Origins, Drawn by Ron Salas, 2016.
- Witchfinder: The Mysteries of Unland, story & script by Kim Newman & Maura McHugh; art by Tyler Crook for Dark Horse Comics, 2014-2015.
- Jennifer Wilde: Tulpa, story & script by Maura McHugh; art by Leeann Hamilton for Atomic Diner Comics. Short Story, 2014.
- Róisín Dubh, story & script by Maura McHugh; art by Stephen Byrne and Stephen Daly, for Atomic Diner Comics, 2011 – 2014.
- Jennifer Wilde: Unlikely Revolutionaries, story & script by Maura McHugh; art by Stephen Downey for Atomic Diner Comics, 2011 – 2013 .
- The Nail, Womanthology comic book anthology, with art by Star St. Germain, edited by Suzannah Rowntree, and published by IDW Publishing,2012
- Colours, Outside An Anthology of new horror fiction, with art by John Riordan, published by Topics Press and Ash Pure, 2017

- Anderson: Psi Division:
  - "SPA Day" (with art by Emma Vieceli, in 2000 AD Summer Sci-Fi Special, June 2018)
  - "The Dead Run" (with art by Patrick Goddard, in Judge Dredd Megazine #410-414, July - November 2019)
  - "No Country for Old PSIs" (with art by Steven Austin, in Judge Dredd Megazine #424, September 2020)
  - "All Will Be Judged" (with art by Anna Morozova, in 2000 AD Summer Sci-Fi Special, July 2021)
  - "Be PSI-ing You" (with art by Lee Carter, in 2000 AD #2250, September 2021)
  - "Dissolution (with art by Lee Carter, in Judge Dredd Megazine #445-447, June - August 2022)

- Judge Dredd:
  - "Apotheosis" (with Michael Carroll, with art by James Newell, in 2000 AD Summer Sci-Fi Special, July 2021)

- "King for a Day" (with art by Andreas Butzbach, in Smash! 2020 Special, published by Rebellion, May 2020)
- "The Thief of Senses" (with art by Robin Henley, in Misty & Scream! 2020 Special, published by Rebellion, October 2020)
- "Teddy Scar" (with art by Steve May, in Monster Fun, published by Rebellion, October 2021)

### No ficció
- A Midnight Movie Monograph, Twin Peaks: Fire Walk With Me, published by Electric DreamHouse Press, 2017
- Under the Influence: Kneale’s Dramatic Legacy, We Are The Martians: The Legacy of Nigel Kneale anthology, published by PS Publishing, 2017

### Novel·les
- Judges: Psyche, Abaddon Books, 2020.

### Històries curtes
- Who Hears Our Cries in Forgotten Tongues?, Flash Me Magazine, 2004
- In the Woods, Cabinet des Fées, Vol. 1, No. 1, 2006
- Bone Mother, Fantasy anthology, eds. Sean Wallace & Paul Tremblay, 2007
- Tattoo Destiny, a poem, Jabberwocky 3, ed. Sean Wallace, 2007
- Home, Shroud Magazine, Issues 2, 2008
- Homunculus, Aoife's Kiss, September 2008
- Grave Taster, a poem, in Doorways Magazine #8. It placed second in the magazine's annual poetry competition, 2009
- One pico story on Outshine, 2009
- Exchange, a poem, Goblin Fruit, Spring 2009.
- Vic, Black Static, issue 10. 2009 and  the Year's Best Dark Fantasy and Horror 2010, edited by Paula Guran (Prime Books), 2010
- Beautiful Calamity, Paradox Magazine, issue #13, 2009
- The Diet, Arkham Tales, 2009
- The Garden of Death, a top ten finalist in Fantasy Magazine's Micro-Fiction Contest, 2009
- The Tamga, Shroud Magazine, issue 6, 2009
- Empty Mind Came Back With the Pearl, M-Brane SF, issue 9, 2009
- The Secret Names of Buildings, M-Brane SF, issue 12, 2009*‘The Solace of Dark Places, a poem, Goblin Fruit, Spring 2010.
- ‘Involuntary Muscle, Theaker’s Quarterly Fiction, issue 35, 2011
- Water, Black Static, issue 21, 2011
- Mustn’t Grumble, Voices from the Past, 2011*The Hanging Tree, Black Static issue #38, 2014
- Valerie in the anthology La Femme, edited by Ian Whates from NewCon Press and in Obsidian, 2014
- Family in the anthology Cassilda’s Song, edited by Joe S. Pulver from Chaosium Inc, 2015
- A Decade of Horror Stories by Women, edited by Ian Whates from NewCon Press, 2016
- Zel and Grets in the anthology The Grimm Future, edited by Erin Underwood from NESFA Press.
- Moments on the Cliff’ Crannóg.
- Listen Women in Horror Month Anthology, Acid Cane Comics.
- The Light at the Centre, Uncertainties Volume 1, edited by Brian J. Showers for Swan River Press
- The Fruit of the Tree, Ten Tall Tales, edited by Ian Whates for NewCon Press.
- Spooky Girl, Respectable Horror, edited by Kate Laity for Fox Spirit Books.
- A Rebellious House, The Madness of Dr. Caligari, edited by Joe S. Pulver for Fedogan and Bremer.

### Obra de teatre, pel·lícules i podcasts
- 29 October – 3 November 2012 ‘The Night-Born Sisters’, performed in the Leicester Square Theatre, London.
- 6 May 2016 The Love of Small Appliances, directed by Justine Nakase.[12]
- Bone Mother, Pseudopod, 2009
- The Tamga,  Pseudopod, 2010
- Vic  Dark fiction Magazine, 2011
- Hotel Training, directed by Conor McMahon, premiered as part of the Hotel Darklight anthology film, 2009
- Bone Mother is being adapted as a short stop-motion animated film by Sylvie Trouvé and Dale Hayward. Produced for the National Film Board of Canada by Jelena Popovic, 2016[13]